# Ꝇ
Cette page contient des caractères spéciaux ou non latins. S’ils s’affichent mal (▯, ?, etc.), consultez la page d’aide Unicode.
Ꝇ (minuscule ꝇ), appelé l brisé, est une lettre latine supplémentaire utilisée en vieux norrois au Moyen Âge et représente une consonne spirante latérale alvéolaire voisée longue /lː/. Elle est formée d’un l brisé en deux avec sa partie supérieure décalée à gauche et sa partie inférieure décalée à droite.

## Utilisation

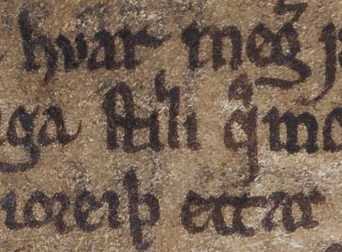
Lettre ꝇ dans le mot ſtiꝇi dans le Codex Regius.

Le l brisé est utilisé en vieux norrois dans le manuscrit Codex Regius (Gks 2365 4to), par exemple dans le mot ſtiꝇi (stillir, « chef ») sur la ligne 16 du folio 42.

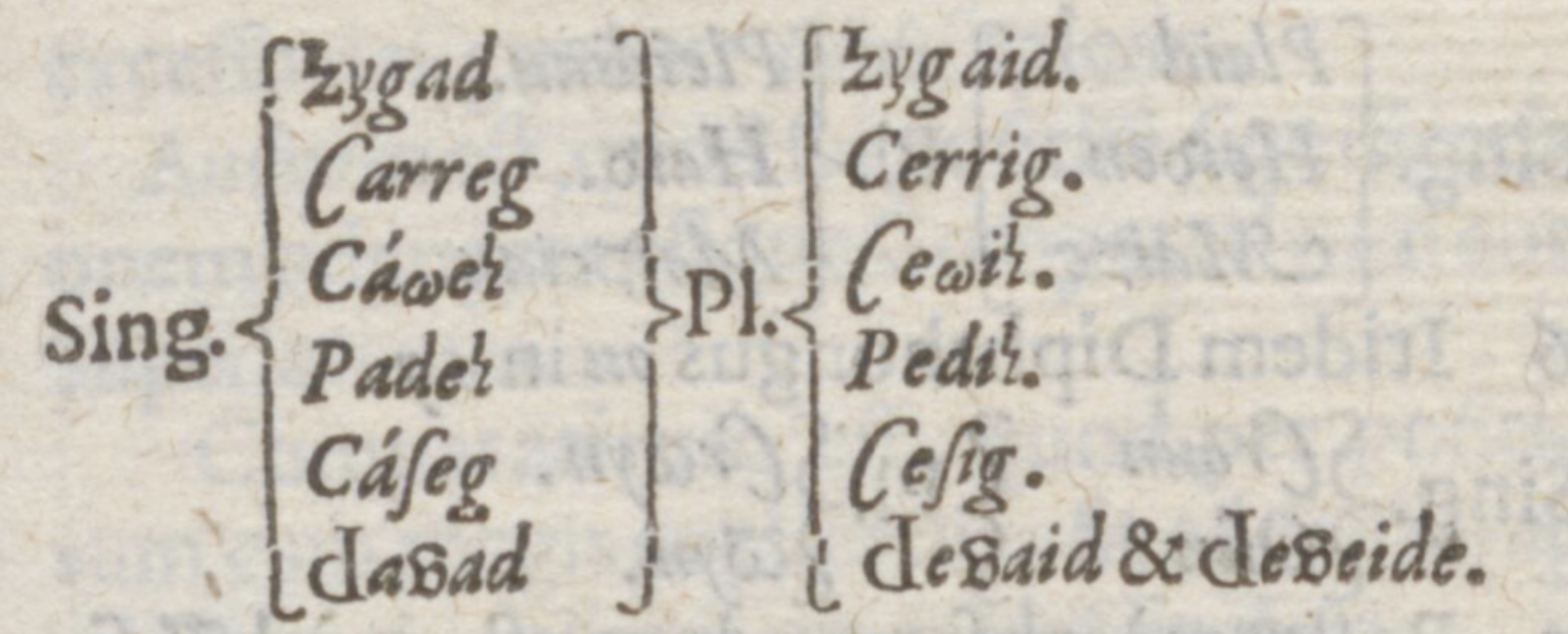
Table avec Ꝇ et ꝇ dans Grammatica Britannica de Henry Salesbury publiée en 1593.

Le l brisé a été utilisé par Henry Salesbury dans une grammaire de gallois de 1593.

## Représentation informatique
Le l brisé peut être représenté avec les caractères Unicode suivants (table latin étendu D depuis Unicode 5.1.0 de 2008) :
| formes    | représentations | chaînes de caractères | points de code | descriptions                    |
| --------- | --------------- | --------------------- | -------------- | ------------------------------- |
| capitale  | Ꝇ               | Ꝇ                     | U+A746         | lettre majuscule latine l brisé |
| minuscule | ꝇ               | ꝇ                     | U+A747         | lettre minuscule latine l brisé |